# Anne Briscoe
Pour les articles homonymes, voir Briscoe.
Anne M. Briscoe (1er décembre 1918 - 16 avril 2014) est une biochimiste américaine et une militante de la promotion des femmes dans les sciences.

## Enfance et formation
Elle fait ses études à l'université Adelphi et au Vassar College avant d'obtenir son doctorat en biochimie en 1949 à l'université Yale. Anne Briscoe décède à l'âge de 95 ans en 2014.

## Carrière
Membre du corps enseignant et chercheuse médical en biochimie, Anne Briscoe a occupé des postes dans plusieurs départements, notamment à l'université Cornell et à la Perelman School of Medicine de l'université de Pennsylvanie. Elle s'est principalement consacrée à la recherche, en mettant l'accent sur le métabolisme du calcium et du magnésium chez l'homme. Anne Briscoe est élue membre de l'American Institute of Chemists et de la New York Academy of Sciences et reçoit en 1997 la médaille Wilbur L. Cross de la Yale Graduate School of Arts and Sciences.
Anne Briscoe a également été active en tant que défenseur des femmes dans les sciences. Elle est membre fondatrice de l'Association for Women in Science, dont elle est présidente entre 1974 et 1976, et publie un certain nombre de livres sur les femmes, le féminisme et les sciences,. Anne Briscoe a représenté l'Association for Women in Science en témoignant en faveur d'un projet de loi sur les "femmes dans les sciences" en 1979.